# Psycho (1998)
Psycho är en amerikansk skräckfilm från 1998, i regi av Gus Van Sant. 

## Handling
I ett motell som drivs av Norman Bates, som lever med sin döda mor i ett intilliggande hus, sker fruktansvärda mord.

## Om filmen
Psycho är en nyinspelning av Alfred Hitchcocks film Psycho från 1960. Filmen blev ganska hårt kritiserad för att den ansågs vara nästan en kopia av originalet, förutom i färg.

## Rollista i urval
- Vince Vaughn – Norman Bates
- Anne Heche – Marion Crane
- Julianne Moore – Lila Crane
- Viggo Mortensen – Sam Loomis
- William H. Macy – Milton Arbogast
- Philip Baker Hall – Sheriff Al Chambers
- Robert Forster – Dr. Fred Richmond
- Rance Howard – Mr. Lowery